# Hamidi
Hamidi (Esfahan, 1427? - 1485?) fou un poeta otomà a la cort de Mehmet II el Conqueridor. Va nàixer a Pèrsia, però va anar a l'Imperi Otomà el 1457 i hi va restar. La seva obra principal són les poesies anomenades Kulliyyat-i Diwan.